# Aeropuerto Luís de Camões
El Aeropuerto Luís de Camões es un aeropuerto en construcción que servirá al Área Metropolitana de Lisboa para substituir al Aeropuerto Humberto Delgado. El aeropuerto está proyectado para entrar en funcionamiento en 2030.

## Historia
Después de años de debate y consulta pública sobre si Rio Frio o Ota deberían albergar el nuevo aeropuerto de la ciudad de Lisboa, se propuso un nuevo emplazamiento en Alcochete y resultó elegido al ser más accesible dado las infraestructuras cercana, como el puente Vasco da Gama. El 8 de mayo de 2008 el gobierno portugués confirmó que el futuro aeropuerto de Lisboa se situaría en Alcochete. El coste estimado para el proyecto era de 3 mil millones de euros. La construcción comenzó a finales de 2010 pero, en mayo de 2010, forzado por la crisis financiera, el primer ministro José Sócrates puso el proyecto en espera.
Más tarde, se desechó totalmente el plan inicial de sustituir el Aeropuerto Humberto Delgado por otro con más capacidad con la idea de construir un nuevo aeropuerto en la Base Aérea de Montijo manteniendo los dos en funcionamiento y destinando el nuevo a aerolíneas low cost.
En noviembre de 2018, en un congreso de AITA en Madrid, Pedro Marques, ministro de obras públicas de Portugal, anunció que Montijo albergaría un nuevo aeropuerto que empezaría operar en 2022.
En 31 de octubre de 2019, la AITA declaró que las operaciones empezarían en 2021 para aerolíneas de bajo coste.